# Стадион Максимир
Стадион Максимир је вишенаменски стадион у Загребу , Хрватска, на коме игра ГНК Динамо. Стадион се налази у насељу Максимир. Званично је отворен 5. маја 1912. године. Током 87 година преуређиван је неколико пута.

## Опис стадиона
У јесен 1997. на источну и јужну трибина постављена су седишта. Приликом последњег „реновирања“, који је изведен годину дана после, срушена је стара северна трибина. На њеном месту изграђена је нова, комфорнија трибина, капацитета 10 965 места. Нови „север“ краси и 15 000 m² 200 метара дуге, остакљен зграде с пословним просторима која гледа на Максимирски пут. Уз северно, током реновирања срушено је и „источно стајање“. Све у складу са прописима УЕФА-е, према којима места за гледаоце на стадиону морају бити искључиво - седећа. У августу 1999, Уочи отварања 2. Светских војних игара, завршена је и обнова западне трибине са 12 600 седишта, те 718 места у ВИП-етажи (председничка и још осам ложа, те 18 „боксова"). Тиме је обављена већина, или око 80% предвиђених радова, те тренутни капацитет стадиона износи 35 123 места. Како би се гледаоци на трибинама осећали што угодније, на трибинама су постављене и нове столице у клупској, плавој боји.
Последња фаза обнове стадиона треба да укључи „спуштање“ нивоа травњака, уз стварање прстена око игралишта на месту постојеће атлетски стазе, чиме ће се направити нових 16 000 места, а доградња јужне трибине коначни капацитет стадиона износиће респектабилних 60 000 удобних, седећих места. Након завршетка свих радова стадион у Максимиру треба да постане искључиво фудбалски, по узору на сличне објекте широм Европе, што би омогућило кандидатуру за добијање домаћинства финалних утакмица европских купова. Уз то, планирано је да се под јужном трибином сместе нови радни простори Управе клуба, затим „Плави салон“, велика соба са трофејима и историјским клупским обележјима, просторије Динамове школе фудбала, свлачионице, просторије за тренере, спортска сала и теретана, амбуланта, нове свлачионице, ресторан и луксузни хотел А категорије са 46 кревета, који у будућности треба да „удомљава“ гостујуће екипе. Посебан значај треба да има нова зграда која повезује западну и северну трибину. Њом ће клуб испунити све захтеве УЕФА-е за организацију утакмица Лиге шампиона и других највећих међународних приредби (канцеларије за УЕФА-у, прес-клуб, прес-центар...). На тај начин, Стадион у Максимиру треба да постане један од најопремљенијих фудбалских стадиона у овом делу Европе, али је још далеко од тога.
Тешко је приближно укратко приказати који су све радови на стадиону Максимир предвиђени на основу програма студије довршења што га је израдила група стручњака архитектонског факултета у Загребу којом је руководио дипл. инж. грађ. Гордан Ханжек. Требало би, за то и превише простора и времена. Зато ћемо навести само понешто. Тако ће се у склопу северне трибине са околином средином до краја уредити трговачки простори и супермаркет у подруму, трговачка улица у приземљу, трговачка галерија на 1. спрату и угоститељски простори - Логгиа на 2., 3., 4. и 5. спрату (до високог рох Бау-а). Уредиће се и пословни те канцеларијски простори од 2. до 5. спрата, сви затворени простори и трибина, улазни простори са степеништу, рампр и покретне степенице, санитарни простори, простори за сувенире, пића и кафе-барови, прошириће се котларница, уредити источни и западни парк са продајом карата, пешачки тротоар северне трибине, биће постављени и бројачи (кентаур) гледалаца, обликоваће се пешачке зоне и сл.
У склопу западне трибине до високог рох Бау система довршиће се инсталације, приступ лифтовима за снабдевање ресторана у подруму, улаз у пословно степеништу и кафе бар у приземљу, ресторан на 4. спрату, пословни и канцеларијски простори од 1. до 5. спрата, сви затворени простори и трибина гледалаца, улазни простори за степеништу, санитарије, простори за продају сувенира, пића и кафе барови, кров западне трибине и сл.
Предвиђена су и пожарна степеништа. Уредиће се и околина западне трибине: Трг спортиста и други јавни простори, санираће се и заштитити велико гледалиште, уредити источни сквер, галерија гледалишта, привредни, сервисни и пешачки улази, простори и складишта источне трибине, простори испод галерије гледалишта итд.
Уредиће се и помоћна игралишта, наткрити терен за мали фудбал. Уз помоћ монтажних трибина, нека мала игралишта моћи ће се користити за више намена. Испод главног фудбалског стадиона уредиће се гараже, а на њиховом крову биће уз фудбалски терен и атлетски борилишта. Гаража ће бити једноетажна, а површина ће јој бити 22.600 m². Потпуно ће се побољшати и инсталације, комунална инфраструктура и остало. Аутори идејног решења Студије довршења су проф. др Никола Филиповић и проф. Бранко Кинцл, главни пројектант био је Бранко Кинцл, са сарадницима дипл. инж. Арх Дамиром Смајловић и Гораном Тончинићем. Аутор идејног решења инсталација је дипл. грађ. инст. Жељко Братковић, а аутор идејног решења конструкције крова Mike Otlet из фирме: WS Atkins-Oxford Chilbrook, Oasis bussines park Eynsham, Oxon.

## Галерија слика
- Стадион Максимир, северна трибина
- Игралиште и западна трибина
- Источна трибина
- Кула север